# آنتون توس
آنتون توس ( تلفظ کرواتی: [aŋton tus] ؛ ۲۲ نوامبر ۱۹۳۱ - ۴ سپتامبر ۲۰۲۳) یک ژنرال کروات بود که بین سال‌های ۱۹۸۵ تا ۱۹۹۱ به عنوان رئیس نیروی هوایی یوگسلاوی خدمت کرد و از سال ۱۹۹۱ تا ۱۹۹۲ در طول جنگ استقلال کرواسی ، اولین رئیس ستاد نیروهای مسلح کرواسی بود .

## زندگینامه
توس، فارغ‌التحصیل آکادمی نیروی هوایی یوگسلاوی، بیشتر دوران کاری خود را در نیروی هوایی یوگسلاوی گذراند. از سال ۱۹۶۸ تا ۱۹۶۹، او فرمانده هنگ ۲۰۴ هوانوردی جنگنده مستقر در پایگاه هوایی باتاجینیتسا بود . پس از آن، او فرمانده نیروی هوایی پنجم و سپاه پدافند هوایی مستقر در کرواسی شوروی بود .
در سال ۱۹۸۵ او به فرماندهی نیروی هوایی یوگسلاوی ارتقا یافت و این سمت را تا زمان فرارش در ماه مه ۱۹۹۱ در بحبوحه فروپاشی یوگسلاوی حفظ کرد . از سپتامبر ۱۹۹۱ او اولین رئیس ستاد کل نیروهای مسلح کرواسی بود، تا نوامبر ۱۹۹۲، زمانی که با سیاست وزیر دفاع، گوجکو شوشاک ، در قبال بوسنی و هرزگوین مخالفت کرد .  ژنرال یانکو بوبتکو جانشین او در آن سمت شد .
بین سال‌های ۱۹۹۲ تا ۱۹۹۵ او مشاور ارشد نظامی رئیس جمهور فرانیو توجمان بود و سپس بین سال‌های ۱۹۹۵ تا ۲۰۰۱ رئیس دفتر همکاری‌های بین‌المللی وزارت دفاع شد. در سال ۲۰۰۱ او به سمت رئیس هیئت کرواسی در ناتو منصوب شد و تا زمان بازنشستگی در سال ۲۰۰۵ در این سمت باقی ماند.
توس در ۴ سپتامبر ۲۰۲۳ در سن ۹۱ سالگی در زاگرب درگذشت.